# Конопац (филм)
Конопац (енгл. Rope) је амерички криминалистички психолошки трилер из 1948. године, режисера Алфреда Хичкока, заснован на истоименој представи Патрика Хамилтона. Филм је адаптирао Хјум Кронин по сценарију Артура Лорентса. Улоге тумаче Џејмс Стјуарт, Џон Дол, Фарли Грејнџер, Џоун Чендлер, Седрик Хардвик, Констанс Колијер, Даглас Дик и Едит Евансон.
Филм су продуцирали Хичкок и Сидни Бернштајн, што је била њихова прва продукција за Transatlantic Pictures. Ово је први Хичкоков филм у боји, а значајан је и по томе што се одиграва у реалном времену и монтиран је тако да делује као четири дугачка снимка кроз употребу спојених дугих снимака. Ово је други Хичкоков филм са „ограниченим окружењем”; први је Чамац за спасавање (1944). За оригиналну представу се говорило да је инспирисана стварним убиством 14-годишњег Бобија Френкса 1924. године од стране студената Универзитета у Чикагу, Нејтана Леополда и Ричарда Лоуба.

## Радња
Два бриљантна млада естета, Брендон Шо и Филип Морган, гуше до смрти свог бившег пријатеља из школе, Дејвида Кентлија, у свом стану на Менхетну. Они су извршили овај злочин као интелектуалну вежбу: желе да докажу своју супериорност тако што ће починити „савршено убиство”.
Након што су тело сакрили у великом античком дрвеном сандуку, Брендон и Филип приређују вечеру у стану. Гости, који нису свесни шта се догодило, укључују жртвиног оца, господина Кентлија, и тетку, госпођу Етвотер; његова мајка не може да присуствује због прехладе. Присутни су и Дејвидова вереница Џенет Вокер и њен бивши дечко Кенет Лоренс, који је некада био Дејвидов близак пријатељ.
Брендон одлучује да искористи сандук у коме се налази леш као шведски сто за храну, непосредно пре него што њихова домаћица, госпођа Вилсон, стигне да помогне у забави.
Брендонова и Филипова идеја за убиство инспирисана је годинама раније разговорима са њиховим школским управником, издавачем Рупертом Каделом. Док су похађали школу, Руперт је са њима разговарао, на очигледно одобравајући начин, о интелектуалним концептима Ничеовог „супер-човека”, као о средству да покажу своју супериорност над другима. И он је међу гостима на забави јер Брендон, посебно, мисли да би одобрио њихово „уметничко дело”.
Брендонови суптилни наговештаји о Дејвидовом одсуству индиректно доводе до расправе о „уметности убиства”. Брендон делује смирено и контролисано, иако је, током првог разговора са Рупертом, нервозно узбуђен и замуцкује. Филип је, с друге стране, видно узнемирен и мрзовољан. Не прикрива то добро и почиње да пије превише.
Када му Дејвидова тетка, госпођа Етвотер, која себе сматра стручњаком за хороскоп, каже да ће му руке донети велику славу, она говори о његовој вештини свирања клавира, али он изгледа мисли да се то односи на озлоглашеност као давитеља.
Међутим, велики део разговора се фокусира на Дејвида и његово необично одсуство, што забрињава госте. Сумњичави Руперт испитује нервозног Филипа о овоме и неким недоследностима које су настале у разговору. На пример, Филип оштро пориче да је икада задавио кокошку на фарми Шоових, иако је Руперт видео Филипа како дави неколико њих. Филип се касније жали Брендону да је имао „лоше вече”, не због Дејвидовог убиства, већ због Рупертовог испитивања.
Како вече одмиче, Дејвидов отац и вереница почињу да брину јер он није ни стигао ни телефонирао. Брендон повећава тензију покушавајући да споји Џенет и Кенета.
Госпођа Кентли зове, узрујана јер се није чула са Дејвидом, а господин Кентли одлучује да оде. Са собом носи неке књиге које му је Брендон дао, везане конопцем којим су Брендон и Филип задавили његовог сина.
Када се Руперт спрема да оде, госпођа Вилсон му случајно предаје шешир са Дејвидовим монограмом, што додатно изазива његову сумњу. Руперт се враћа у стан убрзо након што су сви отишли, претварајући се да је оставио табакеру. Тражи пиће и остаје да теоретише о Дејвидовом нестанку.
Охрабрује га Брендон, који се нада да ће их Руперт разумети и чак подржати. Пијани Филип, који више не може да издржи, баца чашу и оптужује Руперта да се игра мачке и миша са њим и Брендоном.
Руперт узима Брендонов пиштољ од Филипа и инсистира на прегледу сандука упркос Брандоновим приговорима. Подиже поклопац сандука и проналази леш унутра. Ужаснут је и посрамљен, схватајући да су Брендон и Филип користили његову сопствену реторику да рационализују убиство.
Руперт одбацује сва своја претходна уверења о супериорности и инфериорности и испаљује неколико хитаца кроз прозор да привуче пажњу. Док полиција стиже, Руперт седа на столицу поред сандука, Филип почиње да свира клавир, а Брендон наставља да пије.

## Улоге
- Џејмс Стјуарт као Руперт Кадел
- Џон Дол као Брендон Шо
- Фарли Грејнџер као Филип Морган

- Џоун Чендлер као Џенет Вокер
- Седрик Хардвик као Хенри Кентли
- Констанс Колијер као Анита Етвотер
- Даглас Дик као Кенет Лоренс
- Едит Евансон као госпођа Вилсон
- Дик Хоган као Дејвид Кентли

## Продукција
Филм је један од Хичкокових најексперименталнијих и „један од најзанимљивијих експеримената које је икада покушао велики редитељ који ради са великим глумцима”, напуштајући многе стандардне филмске технике да би омогућио дуге непрекинуте сцене. Сваки снимак је трајао непрекидно до десет минута (капацитет филма камере) без прекида. Снимљен је на једном сету, осим уводне сцене која приказује улицу. Покрети камере су пажљиво планирани и скоро да није било монтаже.
Зидови сета су били на ваљцима и могли су се нечујно померити да би се направило место за камеру, а затим их заменити када би се вратили у снимак. Реквизитери су стално морали да померају намештај и друге реквизите са пута велике камере у боји, а затим да се постарају да буду замењени на исправној локацији. Тим сниматеља држао је камеру и микрофоне у сталном покрету, док су се глумци придржавали пажљиво кореографисаног низа сигнала.
Ова техника снимања, која одаје утисак непрекидне радње, служи и за продужење трајања радње у свести гледаоца. У чланку из 2002. часописа Scientific American, Антонио Дамасио тврди да је временски оквир који покрива филм, а који траје 80 минута и требало би да буде у „реалном времену”, заправо дужи — нешто више од 100 минута. То се, наводи, постиже убрзавањем радње: свечана вечера траје само 20 минута, сунце пребрзо залази и тако даље.
Глумац Џејмс Стјуарт сматрао да је цео процес веома раздражујућим, рекавши: „Стварна важна ствар која се овде вежба је камера, а не глумци!” Много касније Стјуарт је о филму рекао: „Вредело је покушати – нико осим Хича то не би пробао. Али заиста није успело.”
Циклорама у позадини била је највећа подлога икада коришћена на звучној сцени. Садржала је моделе зграда Емпајер Стејт и Крајслер. Пуше се бројни димњаци, светла се пале у зградама, светле неонске рекламе, а залазак сунца се полако одвија како филм напредује. У току филма облаци — направљени од стаклопластике — мењају положај и облик осам пута.

### Хомосексуални подтекст
Савремени критичари приметили су хомосексуални подтекст између ликова Брендона и Филипа, иако је хомосексуалност била веома контроверзна тема 1940-их. Верује се да је Џон Дол, који је играо Брендона, био геј, као и колега Фарли Грејнџер и сценариста Артур Лорентс. Представа на којој је снимљен филм експлицитно приказује Брендона и Филипа као хомосексуални пар.

### Дуги снимци
Хичкок је направио непрекидне снимке дуге и до 10 минута (дужина магацина за филмску камеру) укључујући пажљиво кореографисане покрете камере и глумаца, иако је већина снимака у филму била краћа. Сваки други сегмент се завршава померањем према објекту или зумирањем — на пример, човекова јакна која блокира цео екран или задњи део комада намештаја. На овај начин, Хичкок је ефикасно маскирао половину резова у филму.
Међутим, на крају 20. минута (два филмска магацина праве један колут филма на пројектору у биоскопу), оператер – када је филм био приказиван у биоскопима – морао је да промени колутове. Приликом ових промена, Хичкок прелази на нову поставку камере, намерно не прикривајући рез. Следи опис почетка и краја сваког сегмента.
| Сегмент | Дужина | Време    | Почетак                                                  | Крај                                     |
| ------- | ------ | -------- | -------------------------------------------------------- | ---------------------------------------- |
| 1       | 09:34  | 00:02:30 | Крупни план, гушење                                      | Замрачење на Брендоновим леђима          |
| 2       | 07:51  | 00:11:59 | Црнило, одвајање од Брендонових леђа                     | Кенет у крупном плану: „Како то мислиш?” |
| 3       | 07:18  | 00:19:45 | Непрекривени рез, мушкарци одлазе до Џенет               | Замрачење на Кенетовим леђима            |
| 4       | 07:08  | 00:27:15 | Црнило, одвајање од Кенетових леђа                       | Филип у крупном плану: „То је лаж!”      |
| 5       | 09:57  | 00:34:34 | Непрекривени рез, Руперт у крупном плану                 | Замрачење на Брендоновим леђима          |
| 6       | 07:33  | 00:44:21 | Црнило, одвајање од Брендонових леђа                     | Три снимка                               |
| 7       | 07:46  | 00:51:56 | Непрекривени рез, госпођа Вилсон: „Извините, господине!” | Замрачење на Брендану                    |
| 8       | 10:06  | 00:59:44 | Црнило, одвајање од Брендона                             | Крупан план, Брендонова рука у џепу      |
| 9       | 04:37  | 01:09:51 | Непрекривени рез, Руперт у крупном плану                 | Замрачење на поклопцу сандука            |
| 10      | 05:38  | 01:14:35 | Црнило, одвајање од поклопца сандука                     | Крај филма                               |

Хичкок је рекао Франсоа Трифоу у књизи Хичкок/Трифо да је на крају поново снимио последњих четири или пет сегмената јер је био незадовољан бојом заласка сунца.
Хичкок је поново користио овај приступ дугих снимака у мањој мери у свом следећем филму, У знаку јарца (1949), као и на веома ограничен начин у свом филму Трема (1950).

### Хичкоков камео
Хичкок и у овом филму има камео улогу. На 55. минуту филма, црвени неонски знак у позадини који приказује Хичкоков профил почиње да трепери. Док гости бивају испраћени до врата, глумци Даглас Дик и Џоун Чендлер застају да попричају, а у позадини неколико пута трепери натпис.
Постоји одређена дебата о томе да ли је Хичкок имао још једну камео улогу у овом филму. У прављењу документарца, Rope Unleashed, Артур Лорентс каже да се Хичкок може видети како шета улицом Менхетна одмах након насловне секвенце. Појединац значајно подсећа на Хичкока, али неки верују да је то мит. У Енциклопедији Алфреда Хичкока, Томас М. Лич тврди да записи о продукцији у архиви студија показују да је неонски знак једино Хичкоково појављивање у целом филму.

### Заслуге за продукцију
Заслуге за продукцију филма су потписане следећим редом:
- Режисер − Алфред Хичкок
- Сценарио − Артур Лоретс (сценарио), Хјум Кронин (адаптација)
- Кинематографија − Џозеф Валентајн и Вилијам В. Скол (директори фотографије)
- Уметничка режија − Пери Фергусон (уметнички режисер), Емил Кури и Хауард Бристол (декоратери сета)
- Директор боје − Натали Калмус
- Менаџер продукције − Фред Ахерн
- Монтажер − Вилијам Х. Зиглер
- Помоћни режисер − Лоуел Џ. Фарел
- Шминкер − Перк Вестмор
- Оператери камера − Едвард Фицџералд, Пол Хил, Ричард Емос, Морис Росен
- Звук − Ал Ригс
- Техничар за осветљење − Џим Потевин
- Музика − Лео Ф. Форбштајн (режисер музике), The Three Suns (радио секвенце)
- Костими − Адријан (костим госпођице Чендлер)

## Пријем

### Зарада
Према евиденцији студија, филм је зарадио 2.028.000 долара у земљи и 720.000 долара у иностранству.

### Критике
Критике су биле помешане. Часопис Variety је написао: 
„Хичкок је могао да одабере забавнију тему са којом би користио опчињавајућу камеру и технику инсценације приказану у Конопцу... Непрекидна акција и изузетно мобилна камера су техничке карактеристике од којих ће мајстори индустрије много направити, али на ефекат лаичке публике је од ометајућег интереса”.

Босли Краутер из The New York Times-а сматрао је да: 
„новина филма није у самој драми, јер је то очигледно намерна и прилично танка неизвесна прича, већ само у методи коју је господин Хичкок користио да растегне намеравану тензију до дужине мале каскаде за причу оскудног домета”. 

Меј Тини из Chicago Tribune била је искрена о својим реакцијама: 
„Ако је сврха господина Хичкока у стварању ове сабласне приче о убиству била да шокира и ужасне, он је у томе сувише добро успео. Уводна сцена је болесно сликовита, стварајући осећај одбојности који ме је ретко остављао током целог филма... Неоспорно паметан у свим својим аспектима, овај филм је ужасна ствар и – барем за мене – био је исцрпљујући спектакл, који се не препоручује осетљивим особама.” 

Џон Макартен из The New Yorker-а написао је: 
„Поред чињенице да има мало или нимало покрета, филм је хендикепиран неким од најнемилосрднијих лукавих дијалога које сте икада чули.”  
The Monthly Film Bulletin сматрао је да су глумци: 
„већим делом одлични”, али да је „као филм, велики део неизвесности приче и драме оригиналног писаног материјала изгубљен јер је непрекидно кретање унутар скученог простора, иако флуидније, спорије је и заморније за гледање од филма који је монтиран конвенционалном методом”. 

'[Harrison's Reports дао је филму веома позитивну рецензију, назвавши га: 
„изузетно добрим психолошким трилером” са „одличном” глумом и „генијалном техником, а Хичкоково врхунско руковање служи за појачавање атмосфере све веће неизвесности и сумње”. 

Едвин Шалерт из Los Angeles Times-а написао је: 
„Довољно је необичан да блиста више као технички tour de force него као покретна врста филма... Занимљиве експерименталне вредности у овој Хичкоковој продукцији никада се не могу порећи, али је не бих оценио једном од његових најбољих.” 
У рецензији часописа Time из 1948. године, представа на којој је филм заснован је названа „интелигентном и ужасно узбудљивом мелодрамом”, иако „њеним претварањем у филм за масовну дистрибуцију, велики део ивице [је] отупљен”, објашњавајући:
Највећи део смртоносног узбуђења у представи налазио се у супротстављању безобразног сјаја и лавандиног дендизма са моралним идиотизмом и бруталним ужасом. Велики део њеног интензитета произашао је из шокантне промене у учитељу, када је сазнао шта се дешава. У филму, момци и њихов учитељ су лукаво веродостојни, али много конвенционалнији типови. Ипак, основна идеја је тако добра и, на свој разводњен начин, Конопац је тако добро урађен да чини веома добру мелодраму.
По биоскопском објављивању 1948. године, Конопац је лоше прошао на благајнама. У документарцу Rope Unleashed, сценариста Артур Лорентс приписао је овај неуспех нелагоди публике у вези са хомосексуалним подтекстом у односу између два главна лика.
Скоро 36 година касније, Винсент Кенби, такође из The New York Times-а, назвао га је „ретко виђеним” и „потцењеним” филмом „пуним самосвесних епиграма и прозрачних одговора који су некада дефинисали духовитост и декаденцију у позоришту на Бродвеју”; овај филм је „мање забринут за ликове и њихове моралне дилеме него за то како изгледају, звуче и крећу се, и за свеукупни спектакл како савршен злочин може кренути наопако”.
Роџер Иберт је 1984. године написао: „Алфред Хичкок је назвао Конопац 'експериментом који није успео', и био је срећан што је видео да се не издаје готово три деценије”, али је наставио да „Филм остаје једно од најзанимљивијих експеримената које је икада покушао велики режисер који ради са великим именима на благајнама, и вреди га видети...”
BBC-јева рецензија DVD издања, 2001. године, назвала је филм „технички и друштвено смелим” и истакла да је с обзиром на „колико је процес филма у боји био примитиван тада”, квалитет слике DVD-а „по тим стандардима прилично је запањујући”; издање „2.0 mono mix” било је јасно и прилично јако, иако се „изобличење увлачи у музику”.
Филм има рејтинг одобравања од 92% на сајту Rotten Tomatoes на основу 52 рецензије, са просечном оценом 7,7/10. Критички консензус сајта гласи: „Формално одважан колико и наративно бриљантан, Конопац повезује моћан ансамбл у служби мрачног задовољавајућег крими трилера од мајстора овог жанра”. Metacritic, који додељује пондерисани просек, извештава о оцени од 73 од 100 на основу рецензија 10 критичара, што указује на „генерално повољне критике”.